# Про регулювання видобутку, виробництва і використання дорогоцінних металів і дорогоцінного каміння та контроль за операціями з ними
Закон України «Про державне регулювання видобутку, виробництва і використання дорогоцінних металів і дорогоцінного каміння та контроль за операціями з ними» — Закон України, що визначає правові основи і принципи державного регулювання видобутку, виробництва, використання, зберігання дорогоцінних металів і дорогоцінного каміння та контролю за операціями з ними. Прийнятий 18 листопада 1997 р.
Містить розділи:
1. Загальні положення.
2. Регулювання видобутку, виробництва, використання та реалізації дорогоцінних металів і дорогоцінного каміння.
3. Державний контроль за операціями з дорогоцінними металами і дорогоцінним камінням.
4. Прикінцеві положення.